# 8604 Vanier
8604 Vanier eller 1929 PK är en asteroid i huvudbältet som upptäcktes den 12 augusti 1929 av den amerikanska astronomen Charles J. Krieger vid Lick Observatory. Den är uppkallad efter den kanadensiske filosofen och teologen Jean Vanier.
Asteroiden har en diameter på ungefär 4 kilometer.